# Šokci
Šokci su hrvatska etnička skupina naseljena na području Slavonije, kamo su se doselili u 17. stoljeću, te Vojvodine, Bosne i Mađarske.

## Povijest i distribucija
Šokci danas žive u Slavoniji, Baranji, Bosni, Srijemu (zapadni dio), Banatu i Bačkoj (u somborskoj okolici; u samom gradu Somboru, žive Hrvati iz skupine Bunjevaca) te uz Dunav u Bačkoj. Dio šokačkih Hrvata živi u okolici grada Pečuha u Mađarskoj. Hrvatski etnograf iz Mađarske Đuro Šarošac je u svom radu iz 1973. obradio sela u pečuškoj okolici. Prema njegovom istraživanju sela koja se nalaze jugoistočno od Pečuha su naseljena šokačkim Hrvatima: Belvar, Birjan, Katolj, Lotar, Šaroš, Kozar i Olas. Šokci žive i u pograničnom selu Kašadu. Govore zapadnim dijalektom štokavskog narječja.
Koncem 17. stoljeća su šokački Hrvati odselili iz BiH. Vodili su ih franjevci. Odselili su u Podunavlje, u jugozapadnu i zapadnu Bačku. Razlog su bili teški životni uvjeti u BiH i pojačano islamiziranje kršćana.
Šokci u Banatu su naseljeni u dvama valovima. Prve su se malobrojne skupine doselile tijekom osmanske vlasti. Drugi val je uslijedio prije 220 godina, kad su šokački Hrvati naseljeni u Opovo, Starčevo (nakon naseljavanja Nijemaca) i grad Pančevo. Broj doseljenih je oko 4000. Doseljeni šokački Hrvati su iz središnje Slavonije. Naseljavanje je bilo plansko, radi pojačavanja granice prema Osmanskom Carstvu.
Šokci u samom gradu Somboru javljaju se od 1919. godine. Prve su obitelji doselile iz Monoštora. Zbog toga što su bili marljivi i pošteni, poslodavci i šefovi pružali su im povjerenje i zbog tih svojih osobina uskoro su i sami počeli otvarati svoje radnje u Somboru. Već do 1939. godine u Sombor se iz Monoštora doselilo 30 obitelji, tako da je ukupno u Somboru bilo 117 Šokaca.
Valja navesti da se zbivalo kroz povijest, posebice u Bačkoj, da su skupine bunjevačkih Hrvata poprimale šokačko ime i obrnuto, tako da se povijest ovih dviju hrvatskih skupina uvelike prožima.
Ante Sekulić smatra da su se "Šokci u Bačku i druge krajeve gdje žive doselili iz Bosne". Sekulić ističe tezu Mije V. Batinića da su Šokci »Bača, Plavne, Bodjana i Vajske (kao i Bukina i Novog Sela) većinom s područja Donje Tuzle (Gradovrh), dok su oni u Santovu, Beregu, Sonti i Monoštoru iz istog područja kao i šokačka skupina u Baranji i Srijemu«. Druga teorija tvrdi da su Šokci iz Sonte podrijetlom iz Hercegovine, iz koje su se doselili predvođeni Sondom Vidakovićem, po čijem je imenu selo i dobilo naziv.
Srbijanska (ranije jugoslavenska) statistika ih tretira kao posebnu etničku skupinu.

## Ime
Nije pouzdano utvrđen postanak imena šokac.
Valpovčanin Matija P. Katančić je na prijelazu iz 18. u 19. stoljeće pretpostavio da je naziv nastao po ranijem plemenu Sukci (Succi) koji su Šokcima i prethodili, sami Sukci dobili su ga topografski, po lokaciji (planina „Succus”). Njegova teorija počiva na tome da su Hrvati potomci Ilira, u što danas malo tko vjeruje.
Ferdo Šišić je smatrao da je naziv turskog podrijetla.
Prvo spominjanje imena je u fermanu sultana Ahmeda I gdje naziva šokcima pučanstvo "latinske vjere" čija je "sljedba od vjere Srba, Grka i Vlaha sasvim različita", dakle, katolike.
Prostor naseljen Šokcima u istočnoj Slavoniji naziva se Šokadija.

## Običaji Šokaca
Šokci su stanovništvo naseljeno po plodnim ravnicama koje se prilagodilo ovome području i razvilo zavidnu poljoprivredu. Razne žitarice, kukuruz i drugo glavne su kulture. Polja su im veoma velika i dobro održavana, zasijana pretežno kukuruzom. Sela su duga, s jednom glavnom ulicom (šor) uz koje se nižu obiteljske kuće s gospodarskim zgradama, a unutar njih nalazi se prostrana avlija (dvorište) s neizostavnim bunarom na kotač. Uz obje strane ulice pružaju se kanali preko kojih se manjim nasipom dolazi do kuće. Držanje peradi, napose pataka i gusaka, te svinja od kojih potječe glavnina mesne hrane neizostavne su po šokačkim kućama. Šokci uživaju u svinjskim specijalitetima kao što su šunka, kulen, i slanina. Šljiva i proizvodnja šljivove rakije također zauzima znamenito mjesto.
Šokci su po prirodi veseo narod koji posebnu pažnju posvećuju svojim tradicijama, što se vidi i po broju njihovih folklornih društava. Tambura najpoznatije glazbalo, sastoji se od tri dijela, trupa, vrata i glave. Trup je napravljen od tanke daske javora, topolovine ili šljive, danas od smreke ili jele. Vrat je dug, a cijelo glazbalo ima četiri do šest žica. U prošlosti su šokačke pjesme i plesove pratile gajde, sastojale su se od mješine i dulca u koji se puše. Svatovskim običajima Šokci posvećuju posebnu pažnju (šokački svati često imaju i po 300 do 500 uzvanika), ona se uvijek odvijaju uz defile konjskih zaprega i poveću količinu rakije.
Šokačka narodna nošnja (rubina) izrađuje se od lanenog tkanja a sastoji se od 'oplećka i krila', ima funkciju bluze. Ona se kod žena javlja ljeti, dok bi po zimi nosile i vunenu suknju s obojkom. I muška i ženska šokačka nošnja izrađuje se od bijelog platna ukrašenog šljokicama, na rubovima bluza, košulja i gaća (muške hlače) izvezene su čipkom.

## Šokačke manifestacije
- Šokačka rič
- Šokačko veče
- Šokačko sijelo
- Grožđe bal

Povodom obljetnice doseljenja Šokaca u Bačku, bila je organizirana manifestacija "Tragovi Šokaca od Gradovrha do Bača 1688. – 2008.".
Šokački Hrvati u Mađarskoj svake godine u veljači organiziraju pokladnu manifestaciju Pohod bušara.

## Šokci u umjetnosti
Šokačka himna je skladba "Šokadija", autorice Božane Vidaković.
Hrvatski pjesnik Josip Dumendžić iz Bođana je napisao pjesmu koju je naslovio Šokačka himna.

## Poznati Šokci
- Josip Lucić, General Zbora, Načelnik GSOSRH 2003-2011.
- Josip Tuličić, brigadir i zapovjednik zadarskog sektora 1991. – 1993.
- Marijan Tuličić, major Marijan Tuličić (Mesićev topnički časnik u Staljingradu, 369. pješačka pukovnija)
- Josip Jelačić, hrv. ban i general
- Josip Šokčević, hrv. ban
- Iso Velikanović, hrv. pisac i prevoditelj
- Mara Švel-Garmišek, hrv. spisateljica
- Josip Lovretić (1865. – 1948.), utemeljitelj hrv. etnografije
- Matija Antun Relković, hrvatski književnik
- Ivana Brlić-Mažuranić, hrv. spisateljica
- Julijana Matanović, hrv. spisateljica
- Lana Derkač, hrv. spisateljica
- Marija Tomašić-Im, hrv. spisateljica
- Marija Tucaković-Grgić, hrv. spisateljica
- Vlasta Markasović, hrv. spisateljica
- Tomo Šalić, hrvatski povjesničar
- Marijana Radmilović, hrv. spisateljica
- Josip Kozarac, hrv. književnik
- Ivan Kozarac, hrv. književnik
- Ilija Okrugić Srijemac, hrv. književnik
- Martin Novoselac, hrvatski nogometaš i trener
- Anka Kršić, mađ. operna pjevačica
- Ivica Olić, hrvatski nogometaš
- Goran Vlaović, hrvatski nogometaš
- Antun Škvorčević, požeški biskup
- Fabijan Šovagović, hrv. glumac
- Mijo Kožić, brigadir Hrvatske vojske

## Vanjske poveznice
- Tko su Šokci?  Arhivirana inačica izvorne stranice od 12. srpnja 2007. (Wayback Machine)
- Radio-Subotica  Arhivirana inačica izvorne stranice od 22. svibnja 2011. (Wayback Machine) Susret tuzlanskih i bačkih Hrvata, potomaka nekada zajedničkih predaka iz Bosne
- Hrvatska riječ  Arhivirana inačica izvorne stranice od 21. travnja 2008. (Wayback Machine), Mnogostruki značaj Leksikona, 9. ožujka 2007.
- Vijenac  Arhivirana inačica izvorne stranice od 4. prosinca 2008. (Wayback Machine) Središnjica - Šokadija i Šokci
- Radio-Subotica  Arhivirana inačica izvorne stranice od 22. svibnja 2011. (Wayback Machine) Jača urbana Šokadija
- Jezik sv.53 br. 5/2006. Šokačka rič
- Medijska dokumentacija[neaktivna poveznica] Hrvatska riječ: Praznik knjige u Osijeku
- Croatian History Matija Evetović: Kulturna povijest bunjevačkih i šokačkih Hrvata (studija)